# Sansac-Veinazès
Sansac-Veinazès é uma comuna francesa na região administrativa de Auvérnia-Ródano-Alpes, no departamento de Cantal. Estende-se por uma área de 12,63 km². Em 2010 a comuna tinha 227 habitantes (densidade: 18 hab./km²).